# JFK Reloaded
JFK Reloaded è un videogioco sviluppato dalla Traffic Games e pubblicato nel 2004, in occasione del quarantunesimo anniversario dell'assassinio di John Fitzgerald Kennedy.
Basato sul rapporto della Commissione Warren, il videogioco permette di impersonare Lee Harvey Oswald ed effettuare l'omicidio del presidente degli Stati Uniti d'America John Fitzgerald Kennedy. Gli autori del videogioco offrivano un premio di 10 000 dollari per chi fosse riuscito a ricostruire il più fedelmente possibile l'incidente. Dopo la consegna della ricompensa il 22 febbraio 2005, il videogioco è stato nuovamente distribuito privo della competizione. Il sito ufficiale è stato chiuso nell'agosto dello stesso anno.
Il titolo è stato criticato da Ted Kennedy e da numerose figure politiche statunitensi quali il governatore dell'Illinois Rod Blagojevich e i senatori Joe Lieberman e Vi Simpson. Il videogioco è stato inoltre menzionato nella serie Law & Order - Unità vittime speciali.